# Peter Larson
Peter Larson (* 1952) je americký paleontolog, sběratel fosilií a ředitel Black Hills Institute of Geological Research (Institut geologického výzkumu v Black Hills). Dnes je známý zejména svojí kontroverzní rolí komerčního sběratele cenných zkamenělin, které jsou později často nabízeny v aukcích a dále jako spoluobjevitel nejslavnějšího jedince druhu Tyrannosaurus rex, který byl pojmenován Sue. Právě nevyjasněné vlastnické nároky na tento nález z roku 1990 mu nakonec vynesly 18 měsíců trestu vězení ve federální věznici v Coloradu. Později byla sepsána petice prezidentu Baracku Obamovi, žádající o zpětné odpuštění všech obvinění, vzenesených vůči Larsonovi.

## Další objevy
V roce 1992 se podílel na objevu druhého největšího tyranosaura, který dostal přezdívku Stan. Objevil také množství dalších zajímavých nálezů, například dvojici "bojujících dinosaurů" v Montaně. Larson je svými kolegy označován za nepříliš charakterního komerčního sběratele, který navíc nemá ukončené vysokoškolské vzdělání v oboru paleontologie. Podle kolegy Roberta T. Bakkera je ale zodpovědným a velmi zkušeným hledačem fosilií, který již za dobu své více než 40 let dlouhé kariéry objevil množství velmi cenných exemplářů.

## Komerční prodej fosilií
Larson se stal také poněkud kontroverzní postavou, a to vzhledem ke komerčnímu nakládání s cennými fosiliemi. Repliky koster exempláře zvaného "Stan" například prodává jeho společnost za v přepočtu 2,2 milionu Kč a samotná kostra byla v říjnu roku 2020 vydražena za rekordní sumu 31,8 milionu dolarů (v přepočtu asi 733 milionu Kč).